# Carlo Alberto Federici
Carlo Alberto Federici (La Spezia, 17 ottobre 1904 – La Spezia, 12 aprile 1971) è stato un politico italiano.

## Biografia
Figlio di Mario, notaio appartenente a una nota famiglia spezzina e di Angela Borachia, frequenta le scuole elementari e la prima ginnasio presso i Salesiani, terminando il ginnasio nel periodo della prima guerra mondiale in Sicilia. Frequenta il liceo classico Lorenzo Costa alla Spezia e nel 1922 consegue brillantemente senza esami la licenza liceale acquisendo le basi di una cultura umanistica. Nello stesso anno consegue il diploma di professore di pianoforte col massimo dei voti presso il Conservatorio Musicale di Bologna.
Nella prima giovinezza e nel periodo universitario fa parte delle associazioni dell'Azione Cattolica. Pur avendo un diverso orientamento preferendo studiare medicina, per seguire il desiderio del padre si iscrive alla facoltà di giurisprudenza presso l'Università di Genova e nel 1926 si laurea in legge con il massimo dei voti e la lode.
Si indirizza alla professione di notaio come il padre, ne frequenta lo studio per la pratica e supera gli esami del concorso nazionale risultando secondo assoluto.
Pratica la professione per molti anni e diviene presidente del consiglio notarile rimanendo presumibilmente durante la seconda guerra mondiale l'unico notaio in attività alla Spezia.
Durante il periodo fascista, milita nei movimenti cattolici di cultura e meditazione e durante l'occupazione tedesca mantiene contatti con il Comitato di Liberazione Nazionale di cui era autorevole esponente lo zio Paolo Borachia.
Dopo la Liberazione è fra i primi ad iscriversi al partito della Democrazia Cristiana e nel 1946 è eletto consigliere comunale e sostituisce per qualche anno lo zio Paolo Borachia come capogruppo consigliare della Democrazia Cristiana, incarico che mantiene fino alla sua elezione a sindaco nel 1957 con una giunta appoggiata dall'esterno dal Partito Socialista Italiano, primo esempio in Italia. Alle successive elezioni è confermato sindaco con una giunta organica di centro sinistra mantenendo la carica sino al 1965.
In seguito e sino alla morte avvenuta il 12 aprile 1971 ricopre la carica di presidente della Camera di Commercio.